# Raszid Karami
Raszid Abd al-Hamid Karami (arab. رشيد كرامي, ur. 30 grudnia 1921 w Trypolisie, zm. 1 czerwca 1987 w Bejrucie) – libański polityk, ośmiokrotny premier Libanu (1955–1956, 1958–1960, 1961–1964, 1965–1966, 1966–1968, 1969–1970, 1975–1976, 1984–1987).
Był synem byłego premiera Abd al-Hamida Karamiego i bratem Umara Karamiego – dwukrotnego premiera. Zginął w zamachu bombowym, gdy zamierzał opuścić swoje rodzinne miasto Trypolis: na pokładzie śmigłowca Puma, którym chciał udać się do Bejrutu, nastąpiła eksplozja. Bomba została złożona pod siedzeniem śmigłowca przez zamachowców wysłanych przez przeciwników premiera.